# کارینا فاریس
کارینا فاریس (انگلیسی: Carina Faris؛ زادهٔ ۲۰ ژانویهٔ ۱۹۹۷) بازیگر، مدل (شخص) اهل ژاپن است. وی از سال ۲۰۱۳ میلادی تاکنون مشغول فعالیت بوده‌است.